# GRAND PRINCESS '25
『GRAND PRINCESS '25』（グランドプリンセス・トゥーファイブ）は、日本の女子プロレス団体東京女子プロレスが大田区総合体育館で行った興行。

## 概要
2023年7月の『SUMMER SUN PRINCESS '23』以来で、改修工事が完了してからは初の大田区総合体育館での興行。東京女子プロレスは2025年のビッグマッチ3大会をすべて大田区総合体育館で開催することを発表しており、本興行はその1大会目にあたるが、例年通り東京女子プロレスの年間最大の興行と位置づけて行われた。開催にあたり、アニメーター・イラストレーターのすしおによる所属およびレギュラー参戦選手全員が描かれたポスタービジュアルが制作され、横断幕になったものが会場入口に掲示されたほか、ポスターやアクリルパネルなどのグッズ展開もされた。
大会の模様は動画配信サイトWRESTLE UNIVERSEで、日本語と英語の2ヶ国語で生中継された。日本語版では中山夏月姫（OCHA NORMA）がゲストに招かれたほか、英語版ではMr. HAKUとSETUP代表のPumiの2人をメインに、途中で上福ゆきやキラ・サマー、アイビー・スティールなどがゲストとして加わる形式がとられた。
大会では全部で10試合が行われた。第5試合では、タイを本拠地とするSETUP Thailand Pro Wrestlingが認定するオールアジア女子王座を原宿ぽむとらくで争い、挑戦者のらくが勝利して新王者に。第6試合で2022年7月の『SUMMER SUN PRINCESS '22』で一度発表されながらもトラブルによって見送られたカードが2年あまりの時を経て実現した。第7試合には引退間近の里村明衣子が登場、東京女子プロレスの興行には最後の参戦となり、試合後は対戦相手の荒井優希と抱擁をし言葉を交わした後、礼をしてリングを後にした。
第8試合のインターナショナル・プリンセス王座戦は、タッグチーム『でいじーもんきー』としても活動する鈴芽と遠藤有栖による直接対決で、鈴芽が勝利して王座防衛に成功。セミファイナルのプリンセスタッグ王座戦では、"ふたりはプリンセス"Max Heartトーナメントを優勝して挑戦権を得た享楽共鳴（中島翔子&ハイパーミサヲ）が、121000000（山下実優&伊藤麻希）から勝利し、チームとして4度目の挑戦ではじめて王座を獲得。メインイベントのプリンセス・オブ・プリンセス王座戦は、王者・瑞希が1月の挑戦者決定バトルロイヤルを制して権利を得た辰巳リカの攻めを耐え抜き、ギブアップを奪って防衛した。

## 試合
| オープニングマッチ 20分一本勝負 タッグマッチ                       |                                                   |                                                 |
| 〇長谷川美子 芦田美歩                                              | 9分42秒 ダイビング・ダブルニーアタック→片エビ固め | HIMAWARI 鈴木志乃●                              |
| 第二試合 20分一本勝負 8人タッグマッチ                              |                                                   |                                                 |
| 関口翔 〇桐生真弥 猫はるな アイビー・スティール                    | 10分22秒 スパイン・バスター→片エビ固め            | 鳥喰かや キラ・サマー 七瀬千花● 高見汐珠        |
| 第三試合 15分一本勝負 シングルマッチ                               |                                                   |                                                 |
| 〇マックス・ジ・インペイラー                                       | 5分00秒 ラリアット→体固め                         | 宮本もか●                                       |
| 第四試合 20分一本勝負 6人タッグマッチ                              |                                                   |                                                 |
| アジャコング 上福ゆき 〇上原わかな                                 | 11分22秒 バナナ・ピロー                           | 愛野ユキ 風城ハル● 凍雅                         |
| 第五試合 30分一本勝負 SETUP認定オールアジア女子選手権試合          |                                                   |                                                 |
| ●原宿ぽむ （第2代王者）                                            | 8分04秒 ドクターイエロー→片エビ固め               | らく〇 （挑戦者）                               |
| 原宿ぽむが2度目の防衛に失敗、らくが第3代王者となる。               |                                                   |                                                 |
| 第六試合 20分一本勝負 スペシャルシングルマッチ                     |                                                   |                                                 |
| 〇ウィロー・ナイチンゲール                                         | 10分15秒 ベイブ・ウィズ・ザ・パワーボム→エビ固め  | 渡辺未詩●                                       |
| 第七試合 20分一本勝負 スペシャルシングルマッチ                     |                                                   |                                                 |
| 〇里村明衣子                                                       | 11分49秒 デスバレーボム→片エビ固め                | 荒井優希●                                       |
| 第八試合 30分一本勝負 インターナショナル・プリンセス選手権試合     |                                                   |                                                 |
| 〇鈴芽 （第13代王者）                                              | 14分28秒 スプリング・リング・ア・ベル→エビ固め    | 遠藤有栖● （挑戦者）                            |
| 第13代王者が2度目の防衛に成功。                                    |                                                   |                                                 |
| セミファイナル 30分一本勝負 プリンセスタッグ選手権試合             |                                                   |                                                 |
| ●山下実優 伊藤麻希 （第17代王者組・121000000）                     | 21分29秒 ハイパミ・リターンズ→片エビ固め          | 中島翔子 ハイパーミサヲ○ （挑戦者組・享楽共鳴） |
| 121000000が5度目の防衛に失敗、享楽共鳴が第18代王者組となる。       |                                                   |                                                 |
| メインイベント 30分一本勝負 プリンセス・オブ・プリンセス選手権試合 |                                                   |                                                 |
| ○瑞希 （第15代王者）                                               | 21分14秒 変形フェイスロック                       | 辰巳リカ● （挑戦者）                            |
| 第15代王者が初防衛に成功。                                         |                                                   |                                                 |